# 1906 год
1906 (ты́сяча девятьсо́т шесто́й) год  по григорианскому календарю — невисокосный год, начинающийся в понедельник. Это 1906 год нашей эры, 6‑й год 1‑го десятилетия XX века 2‑го тысячелетия, 7‑й год 1900‑х годов. Он закончился 119 лет назад.
| Пн | Вт | Ср | Чт | Пт | Сб | Вс |
| 1  | 2  | 3  | 4  | 5  | 6  | 7  |
| 8  | 9  | 10 | 11 | 12 | 13 | 14 |
| 15 | 16 | 17 | 18 | 19 | 20 | 21 |
| 22 | 23 | 24 | 25 | 26 | 27 | 28 |
| 29 | 30 | 31 |    |    |    |    |

| Пн | Вт | Ср | Чт | Пт | Сб | Вс |
|    |    |    | 1  | 2  | 3  | 4  |
| 5  | 6  | 7  | 8  | 9  | 10 | 11 |
| 12 | 13 | 14 | 15 | 16 | 17 | 18 |
| 19 | 20 | 21 | 22 | 23 | 24 | 25 |
| 26 | 27 | 28 |    |    |    |    |

| Пн | Вт | Ср | Чт | Пт | Сб | Вс |
|    |    |    | 1  | 2  | 3  | 4  |
| 5  | 6  | 7  | 8  | 9  | 10 | 11 |
| 12 | 13 | 14 | 15 | 16 | 17 | 18 |
| 19 | 20 | 21 | 22 | 23 | 24 | 25 |
| 26 | 27 | 28 | 29 | 30 | 31 |    |

| Пн | Вт | Ср | Чт | Пт | Сб | Вс |
|    |    |    |    |    |    | 1  |
| 2  | 3  | 4  | 5  | 6  | 7  | 8  |
| 9  | 10 | 11 | 12 | 13 | 14 | 15 |
| 16 | 17 | 18 | 19 | 20 | 21 | 22 |
| 23 | 24 | 25 | 26 | 27 | 28 | 29 |
| 30 |    |    |    |    |    |    |

| Пн | Вт | Ср | Чт | Пт | Сб | Вс |
|    | 1  | 2  | 3  | 4  | 5  | 6  |
| 7  | 8  | 9  | 10 | 11 | 12 | 13 |
| 14 | 15 | 16 | 17 | 18 | 19 | 20 |
| 21 | 22 | 23 | 24 | 25 | 26 | 27 |
| 28 | 29 | 30 | 31 |    |    |    |

| Пн | Вт | Ср | Чт | Пт | Сб | Вс |
|    |    |    |    | 1  | 2  | 3  |
| 4  | 5  | 6  | 7  | 8  | 9  | 10 |
| 11 | 12 | 13 | 14 | 15 | 16 | 17 |
| 18 | 19 | 20 | 21 | 22 | 23 | 24 |
| 25 | 26 | 27 | 28 | 29 | 30 |    |

| Пн | Вт | Ср | Чт | Пт | Сб | Вс |
|    |    |    |    |    |    | 1  |
| 2  | 3  | 4  | 5  | 6  | 7  | 8  |
| 9  | 10 | 11 | 12 | 13 | 14 | 15 |
| 16 | 17 | 18 | 19 | 20 | 21 | 22 |
| 23 | 24 | 25 | 26 | 27 | 28 | 29 |
| 30 | 31 |    |    |    |    |    |

| Пн | Вт | Ср | Чт | Пт | Сб | Вс |
|    |    | 1  | 2  | 3  | 4  | 5  |
| 6  | 7  | 8  | 9  | 10 | 11 | 12 |
| 13 | 14 | 15 | 16 | 17 | 18 | 19 |
| 20 | 21 | 22 | 23 | 24 | 25 | 26 |
| 27 | 28 | 29 | 30 | 31 |    |    |

| Пн | Вт | Ср | Чт | Пт | Сб | Вс |
|    |    |    |    |    | 1  | 2  |
| 3  | 4  | 5  | 6  | 7  | 8  | 9  |
| 10 | 11 | 12 | 13 | 14 | 15 | 16 |
| 17 | 18 | 19 | 20 | 21 | 22 | 23 |
| 24 | 25 | 26 | 27 | 28 | 29 | 30 |

| Пн | Вт | Ср | Чт | Пт | Сб | Вс |
| 1  | 2  | 3  | 4  | 5  | 6  | 7  |
| 8  | 9  | 10 | 11 | 12 | 13 | 14 |
| 15 | 16 | 17 | 18 | 19 | 20 | 21 |
| 22 | 23 | 24 | 25 | 26 | 27 | 28 |
| 29 | 30 | 31 |    |    |    |    |

| Пн | Вт | Ср | Чт | Пт | Сб | Вс |
|    |    |    | 1  | 2  | 3  | 4  |
| 5  | 6  | 7  | 8  | 9  | 10 | 11 |
| 12 | 13 | 14 | 15 | 16 | 17 | 18 |
| 19 | 20 | 21 | 22 | 23 | 24 | 25 |
| 26 | 27 | 28 | 29 | 30 |    |    |

| Пн | Вт | Ср | Чт | Пт | Сб | Вс |
|    |    |    |    |    | 1  | 2  |
| 3  | 4  | 5  | 6  | 7  | 8  | 9  |
| 10 | 11 | 12 | 13 | 14 | 15 | 16 |
| 17 | 18 | 19 | 20 | 21 | 22 | 23 |
| 24 | 25 | 26 | 27 | 28 | 29 | 30 |
| 31 |    |    |    |    |    |    |

## События
- 3 января — пала Красноярская республика[1].
- 9 января — во Владивостоке матросы Сибирского экипажа захватили склад с оружием[2].
- 10 января
  - Прекратила своё существование Гурийская республика.
  - Расстреляна демонстрация во Владивостоке[2].
- 11 января — с выступления артиллеристов Иннокентьевской батареи началось восстание владивостокского гарнизона. Возникла «Владивостокская республика»[2].
- 15 января — в Альхесирасе (Испания) открылась созванная по инициативе Германии конференция по вопросу о Марокко[3].
- 17 января — в Гамбурге прошла первая в германской истории массовая политическая стачка[4].
- 22 января — царскими войсками подавлена Читинская республика.
- 26 января — подавлено восстание во Владивостоке[2].
- 31 января — В подмосковной Коломне прошло первое собрание членов Клуба любителей шахматной игры — одного из старейших шахматных клубов России.
- 8 марта — разогнан Совет рабочих депутатов Баку[5].
- 30 марта — в Санкт-Петербурге вышел первый номер журнала «Вестник жизни»[6].
- 7 апреля — завершилась Альхесирасская конференция тринадцати европейских стран, отклонившая притязания Германской империи на Марокко и провозгласившая суверенитет султана Марокко[3].
- 11 апреля — самораспустилась правящая Либеральная партия Венгрии (или Партия 1867 года), потерпевшая поражение на выборах 1905 года[7].
- 18 апреля — землетрясение в Сан-Франциско, разрушившее 80 % зданий в городе и унёсшее жизни более трёх тысяч человек.
- 1 мая — Всеобщая конфедерация труда Франции проводит всеобщую забастовку промышленных рабочих с требованием установления восьмичасового рабочего дня[8].
- 10 мая — первое заседание Государственной думы Российской империи[9].
- 28 мая—30 ноября — прошла экспедиция Арсеньева 1906 года — первая Сихотэ-Алиньская экспедиция В. К. Арсеньева.
- 18 июня — прекратила своё существование Марковская республика.
- 22 июня — коронация короля Норвегии Хокона VII в Осло.
- 11 июля — началась забастовка на промыслах братьев Нобель в Баку[5].
- 22 июля — депутаты распущенной I Государственной думы Российской империи подписали Выборгское воззвание.
- 23 июля — вышел первый номер первой газеты на осетинском языке «Ирон газет», учреждение издательского общества «Ир» во Владикавказе.
- 17 сентября — началась двухдневная забастовка в Баку[5].
- 18 сентября — на Британский Гонконг обрушился самый смертоносный в истории колонии тайфун[10][11].
- 1 октября — в Милане создан единый профцентр Италии — Всеобщая конфедерация труда Италии[12].
- 11 октября — в Баку учреждено градоначальство[5].
- 9 ноября — начало аграрной реформы П. А. Столыпина. Указ о выходе крестьян из общины.
- 23 ноября — в Вильнюсе вышел первый номер регулярной белорусской газеты «Наша нива».
- 22 декабря — состоялось первое публичное театральное представление на татарском языке, положившее начало профессиональному татарскому театру.
- 30 декабря — подписание иранским шахом разработанной меджлисом конституции.

### Без точных дат
- Апрель — в королевстве Италии произошло извержение вулкана Везувий[13].
- Июль — арестован и заключён в томскую крепость (тюрьму) на полтора года Сергей Миронович Киров.
- Сентябрь — Фредерик Кук покорил самую высокую вершину Северной Америки — Мак-Кинли.
- Теодору Рузвельту, 26-му президенту США, присуждена Нобелевская премия мира за его роль в подписании Портсмутского договора[14].
- Международной радиотелеграфной конференцией в Берлине принят единый сигнал бедствия — «SOS».

## Родились
См. также: Категория:Родившиеся в 1906 году
- 3 января — Стаханов, Алексей Григорьевич — основоположник Стахановского движения, Герой Социалистического Труда (ум. 1977).
- 3 января — Барбасов, Феоктист Александрович — советский военный деятель, Герой Советского Союза (ум. 1978).
- 4 января — Баранов, Виктор Ильич — советский военный деятель, Герой Советского Союза (ум. 1996).
- 7 января — Антанас Венцлова, литовский поэт, прозаик, критик (ум. в 1971).
- 13 января
  - Абалаков, Виталий Михайлович — советский альпинист, заслуженный мастер альпинизма, заслуженный мастер спорта, заслуженный тренер СССР, инженер-конструктор (ум. 1986).
  - Чжоу Югуан, китайский долгожитель, экономист и лингвист (ум. в 2017).
- 21 января — Андреев, Борис Васильевич — советский спортсмен-стрелок, Заслуженный мастер спорта СССР (ум. 1987).
- 22 января — Роберт Ирвин Говард, американский писатель-фантаст, создатель сериалов о Конане и Рыжей Соне (ум. в 1936).
- 27 января — Тетерин, Виктор Сергеевич, советский футболист, футбольный тренер. Заслуженный мастер спорта (ум. в 1975).
- 3 февраля — Валентина Токарская — советская, российская актриса, звезда Московского мюзик-холла и Театра сатиры, народная артистка РФ (ум. в 1996).
- 5 февраля — Бабаджанян, Амазасп Хачатурович — советский военачальник, главный маршал бронетанковых войск, Герой Советского Союза (ум. 1977).
- 8 февраля — Честер Карлсон, американский изобретатель ксерографии (ум. в 1968).
- 1 марта — Алфёров, Павел Никитович — советский государственный и партийный деятель (ум. 1971).
- 3 марта — Лев Израилевич Горлицкий, советский конструктор бронетехники (ум. в 2003).
- 8 марта — Александр Артурович Роу, советский кинорежиссёр (ум. 1973)
- 12 марта — Алекперзаде, Абульгасан Алибаба оглы — азербайджанский и советский писатель и журналист. Автор первого романа советского Азербайджана (ум. 1986).
- 16 марта — Айала, Франсиско — испанский писатель, переводчик, социолог (ум. 2009).
- 28 марта — Эгон Циль, штурмбаннфюрер СС, комендант концлагерей Нацвейлер-Штрутгоф, Флоссенбюрг и Хинцерт (ум. в 1974).
- 25 апреля — Уильям Джозеф Бреннан-младший, член Верховного суда США (ум. в 1997).
- 28 апреля
  - Николай Александрович Астров, советский конструктор бронетанковой техники (ум. в 1992).
  - Курт Гёдель, австрийский логик, математик и философ математики (ум. в 1978).
- 11 мая — Овертон, Ричард Арвин, американский долгожитель, старейший участник Второй Мировой войны (ум. 2018).
- 24 мая — Пётр Иванович Ивановский, советский живописец, график и педагог (ум. 1958).
- 14 июня — Генрих Шварц, гауптштурмфюрер СС, комендант концлагерей Аушвиц III Моновиц и Нацвейлер-Штрутгоф (ум. в 1947).
- 24 июня — Ганс Ярай, австрийский писатель, певец, актёр театра и кино (ум. 1990).
- 26 июня — Эдвард Акуфо-Аддо, ганский политический деятель, Президент Ганы в 1970—1972 годах (ум. 1979).
- 27 июля — Герберт Генри Джаспер, канадский нейрофизиолог (ум. 1999).
- 17 августа — Марселу Каэтану, премьер-министр Португалии в 1968—1974 годах (ум. 1980).
- 20 августа — Ганс Аумайер, штурмбаннфюрер СС, военный преступник, заместитель коменданта концлагеря Освенцим, комендант концлагеря Вайвара (ум. 1948).
- 23 августа — Шароши, Золтан, канадский шахматист венгерского происхождения (ум. 2017).
- 5 сентября — Агранат, Шимон — израильский юрист, 3-й председатель Верховного суда Израиля (ум. 1992).
- 25 сентября — Дмитрий Шостакович, советский композитор (ум. в 1975).
- 16 октября — Дино Буццати, итальянский писатель, журналист и художник (ум. в 1972).
- 29 октября — Фредерик Браун, американский писатель-фантаст (ум. в 1972).
- 30 октября — Джузеппе Фарина, итальянский автогонщик, чемпион Формулы-1 (ум. в 1966).
- 1 ноября — Авниэль, Биньямин — израильский политик, депутат Кнессета от движения «Херут», а затем от блока «ГАХАЛ» (ум. 1993).
- 2 ноября
  - Даниил Андреев, русский писатель и мистик (ум. в 1959).
  - Лукино Висконти, итальянский режиссёр оперного и драматического театра и кино (ум. в 1976).
  - Дмитрий Сергеевич Лихачёв, советский и российский учёный (ум. в 1999).
- 10 ноября — Йозеф Крамер, комендант концлагерей Берген-Бельзен и Нацвейлер-Штрутгоф (ум. в 1945)
- 17 ноября — Соитиро Хонда, японский промышленник и инженер, основатель знаменитой автомобилестроительной компании Honda Motor Co., Ltd. (ум. 1991).
- 18 ноября
  - Абасыянык, Саит Фаик — турецкий писатель (ум. 1954).
  - Алек Иссигонис, британский дизайнер машин (ум. 1988).
- 26 ноября — Алиханян, Сос Исаакович — советский генетик, профессор. Заслуженный деятель науки и техники РСФСР (ум. 1985).
- 28 ноября — Альшиц, Яков Исаакович — советский учёный, доктор технических наук, профессор (ум. 1982).
- 30 ноября — Джон Диксон Карр, автор детективных романов, радиоведущий (ум. 1977).
- 10 декабря — Аалтонен, Аймо Ансельм — финский политический деятель (ум. 1987).
- 19 декабря — Леонид Ильич Брежнев, генеральный секретарь ЦК КПСС, руководитель СССР с октября 1964 по ноябрь 1982 года (ум. 1982).
- 20 декабря — Алдабергенов, Нурмолда — один из организаторов колхозного движения в Казахстане. Дважды Герой Социалистического Труда (ум. 1967).
- 30 декабря — Авербах, Моисей Наумович — писатель, правозащитник (ум. 1982).

## Скончались
См. также: Категория:Умершие в 1906 году
- 19 марта — Коста Хетагуров, основоположник осетинской литературы, поэт, просветитель, скульптор, художник (род. 1859).
- 22 марта — Мартин Вегелиус, финский композитор, дирижёр, педагог и музыкально-общественный деятель (род. 1846).
- 19 апреля — Пьер Кюри, французский учёный-физик, один из первых исследователей радиоактивности, открывший полоний и радий (род. 1859).
- 20 мая — Клара фон Глюмер, немецкая писательница, переводчица и педагог (род. 1825).
- 17 июня — Гарри Нельсон Пильсбери, шахматист (род. 1872).
- 21 июля — Иван Львович Блок, самарский губернатор (род. 1858).
- 26 октября — Владимир Спасович, русский юрист и правовед, польский публицист и критик, общественный деятель (род. 1829).
- 9 декабря — Фердинанд Брюнетьер, французский писатель, критик («Эволюция жанров в истории литературы»).(род. 1849).
- 20 декабря — Максимильян Леопольд Отто Фердинанд Фрайхерр фон дер Гольц, немецкий адмирал; участник Франко-прусской войны (род. 1836).

## Нобелевские премии
- Физика — Джозеф Джон Томсон — «В знак признания заслуг в области теоретических и экспериментальных исследований проводимости электричества в газах».
- Химия — Анри Муассан — за исследование и получение элемента фтора, а также за внедрение в лабораторную и промышленную практику электрической печи, названной его именем.
- Медицина и физиология — Камилло Гольджи, Сантьяго Рамон-и-Кахаль — «В знак признания трудов о строении нервной системы».
- Литература — Кардуччи, Джозуэ — «За творческую энергию, свежесть стиля и лирическую силу его поэтических шедевров».
- Премия мира — Теодор Рузвельт, президент США, — за его роль в заключении Портсмутского мирного договора 1905 г. между Россией и Японией.